# Homenaje al folklore asturiano y a Juanín de Mieres
Homenaje al folklore asturiano y a Juanín de Mieres és una escultura urbana ubicada a la plaça de Juanín de Mieres, La Corredoria, a la ciutat d'Oviedo, Principat d'Astúries, Espanya. És una de les més d'un centenar que adornen els carrers d'aquesta ciutat.
El paisatge urbà d'Oviedo es veu adornat per obres escultòriques, generalment monuments commemoratius dedicats a personatges d'especial rellevància en un primer moment, i més purament artístiques des de finals del segle xx. L'escultura, feta de bronze, és obra de Félix Alonso Arena, i està datada 1999.
Es tracta d'un monument destinat a homenatjar al conjunt del folklore asturià. El conjunt està format per una figura central, el cantant, que es presenta en la mateixa actitud, amb les mans a l'esquena, que tindria si anés a començar a actuar. Es veu acompanyada aquesta figura per una parella de ballarins vestits amb vestits típics regionals, completant l'escena els músics: un gaiter i un tamborillero.